# Майкл Туртур
Майкл Туртур (англ. Michael Turtur, 2 липня 1958) — австралійський велогонщик.
Олімпійський чемпіон 1984 року в командній гонці переслідування.
Переможець Ігор Співдружності 1982 (індивідуальна гонка переслідування), 1982 (командна гонка переслідування), 1986 (командна гонка переслідування) років, бронзовий призер 1982 року в скретчі на 10 миль.